# The Raven: Vermächtnis eines Meisterdiebs
The Raven: Vermächtnis eines Meisterdiebs (englisch: The Raven: Legacy of a Master Thief) ist ein Point-and-Click-Adventure des Bremer Entwicklungsstudios King Art aus dem Jahr 2013, das in drei Kapiteln veröffentlicht wurde.

## Handlung
The Raven spielt in drei europäischen und nordafrikanischen Ländern im Jahr 1964. Vor einiger Zeit stand der Meisterdieb „Der Rabe“ im Licht der Öffentlichkeit: Clever trickste er ein ums andere Mal die Polizei aus und hinterließ am Tatort stets sein Markenzeichen, eine schwarze Rabenfeder. Schließlich wurde er während einer Verfolgungsjagd von Inspektor Nicolas Legrand gestellt und angeschossen und stürzte zu Tode. Ein paar Jahre später wird aus dem British Museum in London ein wertvoller Rubin, eines der beiden Augen der Sphinx, gestohlen, wobei der Täter am Tatort eine Rabenfeder hinterlässt. Ein weiterer Rubin, das zweite Auge der Sphinx, soll unter Bewachung durch Legrand mit dem Orient-Express nach Venedig und von dort per Schiff nach Kairo zu einer Ausstellung verbracht werden. Die Polizei befürchtet, dass der Täter von London es auch auf den zweiten Diamanten abgesehen haben könnte.

### Teil 1: Das Auge der Sphinx
Zu Beginn des Spiels übernimmt der Spieler die Rolle von Jakob Anton Zellner, einem Schweizer Polizisten. Der Orientexpress befindet sich auf seiner Fahrt von Paris über Venedig nach Istanbul. An Bord befindet sich Inspektor Nicolas Legrand, der einen mitgeführten Tresor bewacht. Zellner wurde von der Schweizer Polizei abgestellt, Legrand zu unterstützen, der von diesem Angebot aber nicht begeistert ist. Während der Fahrt wird der Zug in einem Tunnel durch eine vorsätzlich herbeigerufene Explosion gestoppt. Zellner befürchtet, dass das Auge der Sphinx gestohlen wurde, es stellt sich jedoch heraus, dass Legrand dem Raben im Zug eine Falle stellen wollte; der Rubin wurde tatsächlich auf einem anderen Weg nach Venedig verbracht. Dort wird er auf ein Kreuzfahrtschiff mit Ziel Kairo verladen, und Zellner kann sich trotz des Widerstands Legrands an Bord schmuggeln. Während der Fahrt wird eine reiche Mäzenin ermordet, und Zellner ermittelt heimlich auf eigene Faust. Er kommt dem Schiffsarzt auf die Spur, der für den Tod der Mäzenin verantwortlich ist und nun Zellner zu töten sucht, um seine Spuren zu verwischen.

### Teil 2: Wiege der Täuschung
Zellner überlebt den Angriff des Schiffsarztes; dieser verschwindet spurlos und hinterlässt einen Abschiedsbrief, in dem er gesteht, der gesuchte Rabe zu sein. Das Kreuzfahrtschiff fährt in Kairo ein. Im dortigen Museum sollten eigentlich die beiden Augen der Sphinx ausgestellt werden, wegen des der Spielhandlung vorangehenden Diebstahls gibt es aber nur einen der beiden Rubine zu sehen. Der Rabe stiehlt dieses Auge noch vor er Ausstellungseröffnung, aber Zellner kann die Verfolgung aufnehmen, den Dieb stellen und die Identität des Raben zu lüften. Im Anschluss erlebt der Spieler die Geschehnisse seit Beginn von Teil eins nochmals, aber aus der Perspektive eines Gehilfen des Raben, der im ersten Teil nur als Nebenfigur auftauchte.

### Teil 3: Mörder und Raben
Im dritten Teil setzt sich die dem Spieler in groben Zügen bereits bekannte Handlung an Bord der MS Lydia und später im Museum in Kairo aus der Perspektive des Gehilfen des Raben fort; zusätzlich steuert der Spieler hier auch die Freundin des Gehilfen, die in Teil eins ebenfalls als Nebenfigur eingeführt wurde.

## Spielprinzip und Technik
The Raven ist ein 3D-Point-and-Click-Adventure. Aus Polygonen zusammengesetzte, dreidimensionale Figuren agieren in ebenfalls dreidimensionalen Kulissen. Mit der Maus kann der Spieler seine Spielfigur durch die Örtlichkeiten bewegen und mit den Maustasten Aktionen einleiten, die den Spielcharakter mit seiner Umwelt interagieren lassen. Zellner kann so Gegenstände finden, sie auf die Umgebung oder andere Gegenstände anwenden und mit NPCs kommunizieren. Mit fortschreitendem Handlungsverlauf werden weitere Orte freigeschaltet. Die Kamera zeigt dabei das Geschehen aus einer variablen Perspektive; verlässt der Spieler das Sichtfeld, bewegt sich die Kamera und nimmt eine neue, bessere Position ein. Gelegentlich wird die Handlung von sogenannten Minispielen unterbrochen, bei denen der Spieler beispielsweise durch mehrfaches Ausprobieren einen Schlossmechanismus mit Hilfe eines Drahtes öffnen muss.

## Produktionsnotizen
Nachdem das Entwicklerstudio King Art mit The Book of Unwritten Tales und The Book of Unwritten Tales: Die Vieh Chroniken zwei humorvolle Adventures mit Fantasy-Setting erstellt und über unterschiedliche Publisher veröffentlicht hatte, wurde als nächstes Projekt eine „erwachsene Geschichte in der realen Welt“ entwickelt.
The Raven wurde in drei Teile unterteilt, die nacheinander veröffentlicht wurden. Die Teile sind dabei nicht einzeln spielbar, sondern die Teile 2 und 3 wurden im Rahmen der jeweiligen Veröffentlichung technisch an den ersten Teil angefügt, mit dem Resultat, dass nach Veröffentlichung des letzten Teils ein einziges Spiel als Summe seiner Teile zur Verfügung stand. Für die Entscheidung für das Episodenformat waren Marketing-Gründe maßgeblich; King Art erhoffte sich quantitativ erhöhte Medienpräsenz durch mehrfache Veröffentlichungstermine.
| Teil | Name                | englischer Name       | Veröffentlichung   |
| ---- | ------------------- | --------------------- | ------------------ |
| 1    | Das Auge der Sphinx | The Eye of the Sphinx | 23. Juli 2013      |
| 2    | Wiege der Täuschung | Ancestry of Lies      | 27. August 2013    |
| 3    | Mörder und Raben    | A Murder of Ravens    | 24. September 2013 |

Die Entscheidung, das Spiel gleichzeitig für fünf Systeme zu entwickeln, führte zu Verzögerungen im Produktionsprozess, insbesondere da sich die verwendete Unity-Engine als für die Konsolenversionen mangelhaft erwies. Mit Erscheinen des Spiels veröffentlichte King Art einen Prolog zur Handlung als spielbare Graphic Novel für Webbrowser sowie mobile Endgeräte mit den Betriebssystemen Android und iOS. Mit Erscheinen des dritten Teils im September 2013 veröffentlichte Nordic Games außerdem eine „Digital Deluxe“-Version des Spiels, die in digitaler Form den Soundtrack, zwei Büchlein mit Hintergrundinformationen, eine „Raben“-Maske und ein Poster enthielt; im Oktober folgte noch eine dingliche Version für den stationären Einzelhandel. Im März 2018 wurde seitens des inzwischen als THQ Nordic firmierenden Publishers eine Remaster-Version des Spiels veröffentlicht. Besitzer der ursprünglichen Version erhielten dieses Remaster kostenlos.

### Charaktere und Sprecher
| Rolle               | deutscher Sprecher     | englischer Sprecher |
| ------------------- | ---------------------- | ------------------- |
| Jakob Anton Zellner | Peter Groeger          | Neil McCaul         |
| Nicolas Legrand     | Stephan Schwartz       | Andrew Wincott      |
| Clive Inch          | Frank Glaubrecht       | Glen McCready       |
| Emil Gebhardt       | Ronald Nitschke        | Tim Bentinck        |
| Adil Jamal          | Kim Hasper             | Kerry Shale         |
| David Kreutzer      | Christian Gaul         | Kevin Howarth       |
| Patricia Mayers     | Nana Spier             | Alix Wilton Regan   |
| Robert Oliver       | Olaf Reichmann         | Keith Wickham       |
| Baronin von Trebitz | Philine Peters-Arnolds | Rula Lenska         |
| Clarissa Westmacott | Gisela Fritsch         | Nicolette McKenzie  |

Der Charakter der Lady Clarissa Westmacott stellt eine Hommage an die Kriminalautorin Agatha Christie dar. Der volle Name des Spielcharakters ist Lady Agatha Mary Clarissa Christie Westmacott, und Mary Westmacott war ein Pseudonym Christies, unter dem sie sechs Liebesromane verfasste. Die deutsche Sprecherin des Charakters, Gisela Fritsch, verstarb im Juli 2013, hatte ihren Part zu diesem Zeitpunkt aber bereits eingesprochen.

## Rezeption
Aus 36 aggregierten Wertungen erzielt The Raven auf Metacritic einen Score von 74. Das Fachmagazin Adventure-Treff lobte, die Geschichte sei spannend und gut erzählt, die Grafik sei trotz des geringen Budgets gelungen, ebenso der orchestrale Soundtrack und die deutsche Dialogregie. Kritisiert wurden zahlreiche kleinere technische Mängel sowie durch die Bank anspruchslose Rätsel. Marc Brehme notierte für die PC Games eine gute Geschichte, die spannend und atmosphärisch inszeniert sei. Er kritisierte technisch veraltete Zwischensequenzen und eine geringe Rätseldichte. Jan Wöbbeking urteilte für 4Players, The Raven sei „das richtige Programm für entspanntes Knobeln an lauen Sommerabenden“. Er hob eine „entspannte Inszenierung“ und einen dezenten Humor positiv hervor, kritisierte aber die detailarme Spielumgebung und kleine technische Unzulänglichkeiten wie ein hakeliges Interface oder irritierende Kameraführung. Thorsten Wiesner befand für Golem.de, dass die Charaktere „interessant und oft auch sympathisch gezeichnet“ seien, und lobte Story und Atmosphäre, kritisierte aber den geringen Schwierigkeitsgrad und die veraltete Technik.